# Guijo de Santa Bárbara
Guijo de Santa Bárbara település Spanyolországban, Cáceres tartományban. Guijo de Santa Bárbara Aldeanueva de la Vera, Tornavacas, Losar de la Vera és Jarandilla de la Vera községekkel határos. Lakosainak száma 363 fő (2024).

## Népesség
A település népessége az elmúlt években az alábbi módon változott:
| Lakosok száma | 483  | 442  | 416  | 410  | 405  | 423  | 416  | 387  | 388  | 363  |
|               | 2001 | 2004 | 2006 | 2009 | 2011 | 2014 | 2016 | 2019 | 2021 | 2024 |